# TTYH1
TTYH1 (англ. Tweety family member 1) – білок, який кодується однойменним геном, розташованим у людей на довгому плечі 19-ї хромосоми. Довжина поліпептидного ланцюга білка становить 450 амінокислот, а молекулярна маса — 49 051.
| 10         |  | 20         |  | 30         |  | 40         |  | 50         |
| ---------- |  | ---------- |  | ---------- |  | ---------- |  | ---------- |
| MGAPPGYRPS |  | AWVHLLHQLP |  | RADFQLRPVP |  | SVFAPQEQEY |  | QQALLLVAAL |
| AGLGLGLSLI |  | FIAVYLIRFC |  | CCRPPEPPGS |  | KIPSPGGGCV |  | TWSCIVALLA |
| GCTGIGIGFY |  | GNSETSDGVS |  | QLSSALLHAN |  | HTLSTIDHLV |  | LETVERLGEA |
| VRTELTTLEE |  | VLEPRTELVA |  | AARGARRQAE |  | AAAQQLQGLA |  | FWQGVPLSPL |
| QVAENVSFVE |  | EYRWLAYVLL |  | LLLELLVCLF |  | TLLGLAKQSK |  | WLVIVMTVMS |
| LLVLVLSWGS |  | MGLEAATAVG |  | LSDFCSNPDP |  | YVLNLTQEET |  | GLSSDILSYY |
| LLCNRAVSNP |  | FQQRLTLSQR |  | ALANIHSQLL |  | GLEREAVPQF |  | PSAQKPLLSL |
| EETLNVTEGN |  | FHQLVALLHC |  | RSLHKDYGAA |  | LRGLCEDALE |  | GLLFLLLFSL |
| LSAGALATAL |  | CSLPRAWALF |  | PPSDDYDDTD |  | DDDPFNPQES |  | KRFVQWQSSI |
|            |  |            |  |            |  |            |  |            |

A: Аланін

C: Цистеїн

D: Аспарагінова кислота

E: Глутамінова кислота

F: Фенілаланін

G: Гліцин

H: Гістидин

I: Ізолейцин

K: Лізин

L: Лейцин

M: Метіонін

N: Аспарагін

P: Пролін

Q: Глутамін

R: Аргінін

S: Серин

T: Треонін

V: Валін

W: Триптофан

Кодований геном білок за функціями належить до іонних каналів, хлорних каналів, фосфопротеїнів. 
Задіяний у таких біологічних процесах, як клітинна адгезія, транспорт іонів, транспорт, альтернативний сплайсинг. 
Білок має сайт для зв'язування з хлоридом. 
Локалізований у клітинній мембрані, мембрані.